# (36943) 2000 SF242
2000 SF242 (asteroide 36943) é um asteroide da cintura principal. Possui uma excentricidade de 0.15607620 e uma inclinação de 7.28138º.
Este asteroide foi descoberto no dia 24 de setembro de 2000 por LINEAR em Socorro.